# Last Cinderella
Last Cinderella (ラスト シンデレラ?, Rasuto Shinderera) è un dorama primaverile del 2013 in 11 puntate trasmesso da Fuji TV.

## Trama
Sakura è una donna single di 39 anni che lavora in un salone di bellezza. Un giorno incontra ad una festa Hiroto, un ragazzo di 15 anni più giovane, e ne è subito attratta. Il ragazzo è un pilota di BMX e mantiene la famiglia grazie a quel reddito.
Rintaro, datore di lavoro di Sakura e suo vicino di casa, viene presto a conoscenza della relazione tra la sua dipendente e il ragazzo; inizia allora ad intromettersi. Poi c'è Miki, miglior amica di Sakura che soffre per un matrimonio privo di sesso, e Shima, altra amica che ha invece una vera e propria dipendenza nei confronti del sesso.

### Guest star
- Kyoko Yoshine: Saki Takeuchi
- Chieko Ichikawa: Yoko (ep.1)
- Kazuma Yamane: (ep.1)
- Toru Kazama: Toshio Hagiwara (ep.1,9)
- Yasuhisa Furuhara: (ep.2)
- Yoko Tajitsu: (ep.2)
- Mariko Tsutsui: Ruri Okami (ep.2,6,9,11)
- Tatsuo Nadaka: Takashi Okami (ep.2,6,9,11)
- Kaname Endo: Yusuke (ep.3,5,10-11)
- Eito Suda: Yuya (ep.4)
- Ayaka Komatsu: Rie (ep.5)
- Kinya Kikuchi: Hayakawa (ep.5)
- Hijiri Sakurai: (ep.6)
- Hajime Aoki: (ep.6)
- Miki Omura: (ep.6)
- Tasuku Nagaoka: (ep.6)
- Sonde Kanai: (ep.6)
- Beverly Maeda: Mitsuko Tachibana (ep.6,11)
- Yūsuke Yamamoto: Masaomi (ep.6-7)
- Yasuyuki Maekawa: Tetsuro Komatsu (ep.7)
- Kosuke Yonehara: (ep.7)
- Rieko Miura: Kasumi Chino (ep.8)
- Tetsuya Sugaya: Takeru (ep.9,11)
- Keiji: Suguru Kondo (ep.10-11)